# Schismatoglottis confinis
Schismatoglottis confinis är en kallaväxtart som beskrevs av S.Y.Wong och Peter Charles Boyce. Schismatoglottis confinis ingår i släktet Schismatoglottis och familjen kallaväxter. Inga underarter finns listade.